# ۲۷۶ (عدد)
۲۷۶ (دویست و هفتاد و شش) یک عدد طبیعی است که پس از ۲۷۵ و قبل از ۲۷۷ قرار دارد.